# Eeva Kilpi
Eeva Karin Kilpi ( Hiitola, Finlandia; 18 de febrero de 1928 ) nacida como Eeva Karin Salo, es una escritora y feminista finlandesa. Desde finales de la década de 1950 ha publicado novelas, colecciones de cuentos y poemas. La autora es una de las primeras voces feministas de la literatura de su país. Más conocida en el extranjero que en Finlandia, su poesía es calificada como humor feminista.

## Infancia, educación y primeras publicaciones
Eeva Kilpi nació en 1928 como Eeva Salo, hija de Solmu Aulis Aimo Salo y Helmi Anna Maria en un pueblo de Karelia. La familia se vio obligada a abandonar su región de origen durante la Segunda Guerra Mundial. Eeva Salo asistió a la escuela en Imatra, y se graduó en 1946. [3] Luego se mudó a Helsinki y se casó en 1949 con el poeta Mikko Kustaa Kilpi, dequien adoptó el apellido. Asistió a la Universidad de Helsinki y se graduó en 1953.
En 1956, Eeva Kilpi comenzó a trabajar como profesora de inglés, pero renunció a su cargo un año después para ser ama de casa y dedicarse a sus tres hijos nacidos. Insatisfecha con su matrimonio, comenzó a finales de la década de 1950 con la escritura y publicó en 1962  Nainen kuvastimessa ( Mujeres en el espejo) una novela sobre esta etapa de la vida.  
Su trabajo se caracteriza por figuras femeninas fuertes, como en su primera novela Kukkivan maan rannat (1960), que tiene como tema el despertar sexual de una joven en Karelia. "Sus mujeres están ... vivas, ya que son conscientes de la naturaleza dolorosa de su existencia, independientes, respetuosas de la creatividad y la emoción, cercanas y lejanas, abiertas y reflexivas, tal como parece ser la autora", dijo la crítica literaria Kathleen Osgood Dana.   

## Madurez literaria
En 1966, Kilpi se divorció de su esposo. Su fama aumentó con otras publicaciones, incluida una novela (Elämä edestakaisin, 1964) y algunos volúmenes de cuentos. En 1968 fue premiada por la colección de cuentos Rakkauden yes kuoleman pöytä (1967) por primera vez con el Premio Nacional del Libro de Finlandia (Valtion kirjallisuuspalkinto), que ganaría dos veces más. Establecida en la literatura finlandesa como una voz independiente, publicó en 1970 la colección de cuentos Kesä ja keski-ikäinen nainen, sobre una mujer soltera en la mediana edad que trataba de encontrar su camino en una sociedad orientada a la familia.
En 1972, escribió Tamara, que se cuenta entre las novelas más influyentes en la obra de Kilpi, que también incluye varios volúmenes de poesía. En Tamara, la autora finlandesa describe la amistad intelectual entre una mujer sexualmente activa que dirige numerosos asuntos y su parapléjica e impotente profesora universitaria. La novela fue traducida a diez idiomas. Kathleen Osgood Dana la considera una de las obras más explícitamente eróticas, creativas y morales de Kilpi.
Desde finales de la década de 1980, Kilpi ganó popularidad y elogios en Finlandia por la publicación de la trilogía de novelas autobiográficas Muistojen aika ( Time of Memories), que consta de las partes Talvisodan aika (1989), Välirauha, ikävöinnin aika (1990) y Jatkosodan aika (1993). En los trabajos que cubren los años 1939 a 1945, Kilpi recuerda la guerra invernal y cómo la vivió cuando era joven en Karelia, data sobre sus días de escuela y las evacuaciones y reubicaciones.
En la década de 1980 la autora abordó, cada vez más en sus colecciones de cuentos y poesía, la protección de la naturaleza, los animales y las plantas como temas. En el libro de poemas Kiitos eilisesta publicado en 1996, Kilpi procesó la muerte de su frágil y dominante madre. La crítica ya mencionada, Dana, hizo comparaciones con la autora estadounidense May Sarton (1912-1995). Al igual que Sarton, Kilpi habría rastreado el sufrimiento femenino y el dolor humano en su escritura, de modo que estas "pequeñas dificultades y grandes tormentos serían tangibles". "Sus poemas son arrebatos de ira, amargura y envidia, gran soledad y anhelo de cualquier tipo de sociedad, pero también son compañeros, fuentes de consuelo y queridos amigos", explica Dana.
Kilpi vive en Espoo. Es miembro de la Asociación de Escritores Finlandeses, cuya dirección ocupó de 1971 a 1973. De 1970 a 1975 fue presidenta de la finlandesa P.E.N. En 1974 Kilpi fue honrada con la medalla Pro Finlandia (Orden del León de Finlandia).

## Premios
- 1968: Premio Nacional del Libro para la colección de cuentos Rakkauden ja kuoleman pöytä
- 1974: Premio Nacional del Libro por la novela Häätanhu
- 1974: Medalla Pro Finlandia (Orden del León de Finlandia)
- 1977: Medalla Espoo
- 1984: Premio Nacional del Libro por la novela Elämän evakkona
- 1990: Premio Runeberg por la novela Talvisodan aika
- 1999: Premio Alfred Kordelin
- 2001: Premio Karelia
- 2002: Medalla de agradecimiento por la novela Rajattomuuden aika
- 2007: Premio Nils Ferlin
- 2017: Premio Aleksis Kivi por el trabajo de su vida

## Trabajos seleccionados

### Colecciones de cuentos
- 1959: Noidanlukko (dt. Wind in Ahornblüten, 1963)
- 1966: Lapikkaita
- 1967: Rakkauden ja kuoleman pöytä
- 1970: Kesä ja keski-ikäinen nainen
- 1971: Hyvän yön tarinoita
- 1979: Se mitä ei koskaan sanota
- 1986: Kuolema ja nuori rakastaja
- 1987: Kootut novellit vuosilta 1959–1986

### Libros y Novelas
- 1960: Kukkivan maan rannat
- 1962: Nainen kuvastimessa
- 1964: Elämä edestakaisin
- 1972: Tamara (dt. Tamara, 1974)
- 1973: Häätanhu
- 1978: Naisen päiväkirja
- 1983: Elämän evakkona
- 1989: Talvisodan aika
- 1990: Välirauha, ikävöinnin aika
- 1993: Jatkosodan aika
- 1998: Muistojen aika. Yhteisnide kolmesta edellisestä kirjasta
- 2001: Rajattomuuden aika
- 2007: Unta vain

### Poesía
- 1972: Laulu rakkaudesta ja muita runoja
- 1976: Terveisin
- 1978: Runoja 1972–1976
- 1982: Ennen kuolemaa
- 1987: Animalia
- 1991: Laulu rakkaudesta, Eeva Kilven runot, Ellen Thesleffin kuvat
- 1996: Kiitos eilisestä
- 2000: Perhonen ylittää tien. Kootut runot 1972–2000
- 2012: Kuolinsiivous, WSOY

### Ensayos
1976: Ihmisen ääni, WSOY